# Hochwolkersdorf
Hochwolkersdorf är en ort och kommun  i Österrike. Den ligger i distriktet Wiener Neustadt-Land i förbundslandet Niederösterreich, 60 kilometer söder om huvudstaden Wien. 
Kommunen består av fyra orter (Ortschaften) (inom parentes invånarantal 1 januari 2024):
- Hackbichl (44)
- Hochwolkersdorf (Dorf) (862)
- Hochwolkersdorf (Zerstreut) (67)
- Rosenbrunn (7)